# Dzięki Bogu spotkał Lizzie
Dzięki Bogu spotkał Lizzie (ang. Thank God He Met Lizzie) – australijska komedia romantyczna z 1997 roku w reżyserii Cherie Nowlan. Wyprodukowany przez Stamen Films Pty. Ltd., The Australian Film Commission i New South Wales Film & Television Office.
Premiera filmu miała miejsce 20 listopada 1997 roku w Australii.

## Opis fabuły
Trzydziestokilkuletni Guy Jamieson (Richard Roxburgh) poszukuje idealnej dla siebie partnerki, z którą mógłby spędzić resztę życia i nie nudzić się. Pewnego dnia poznaje Lizzie (Cate Blanchett), trzydziestoletnią samotną lekarkę. Zakochuje się w niej. Lizzie odwzajemnia to uczucie. Postanawiają się pobrać. W dniu uroczystości weselnej Guy wspomina byłą przyjaciółkę, z którą spędził dziesięć lat swego życia. Uświadamia sobie nagle, że Lizzie jest dla niego całkowicie dobrą osobą.

## Obsada
- Richard Roxburgh jako Guy Jamieson
- Cate Blanchett jako Lizzie
- Frances O’Connor jako Jenny
- Linden Wilkinson jako Poppy
- John Gaden jako doktor O'Hara
- Genevieve Mooy jako pani Jamieson
- Michael Ross jako pan Jamieson
- Melissa Ippolito jako młodsza Catriona
- Elena Pavli jako starsza Catriona
- Craig Rasmus jako Dominic
- Rhett Walton jako Tony
- Jeanette Cronin jako Yvette
- Arthur Angel jako George
- Wadih Dona jako Angelo
- Celia Ireland jako Cheryl